# 斯文·施密德
斯文·施密德（德語：Sven Schmid，1978年1月21日—），德国男子击剑运动员。他曾代表德国参加2004年夏季奥林匹克运动会击剑比赛，获得男子团体重剑铜牌和男子个人重剑第十一名。